# Wapen van Puebla
Het wapen van Puebla is het officiële symbool van de Mexicaanse staat Puebla. Het staat centraal in de niet-officiële vlag van Puebla.
Het wapen bestaat uit een schild waarvan de hoogte-breedteverhouding 4:3 is. Het is verdeeld in vier kwartieren en toont in het midden een kleiner schild. Het schild is aan de rand voorzien van versieringen; eronder staat op een lint de officiële naam van de staat.
Het eerste kwartier toont een fabriek met drie schoorstenen, een graantak en een tandrad. Dit verwijst naar de industrie in de staat, met name de textielindustrie. In het tweede kwartier staat een gestileerde weergave van de Necaxadam, gebouwd in het noorden van de staat onder het bewind van Porfirio Díaz en bedoeld om Centraal-Mexico van stroom te voorzien. Het derde kwartier toont een arm die een geweer vasthoudt, met op de achtergrond een geweer. Dit moet de strijd van de Liberalen uit Puebla symboliseren, meer specifiek de opstand van Aquiles Serdán, die gevolg gaf aan Madero's plan van San Luis Potosí. In het laatste kwartier wordt een open hand afgebeeld waaruit een maïsplant groeit; dit symboliseert de lange geschiedenis van de maïs in de staat, vooral in het Dal van Tehuacán.
Het kleinere schild in het midden van het wapen is gemodelleerd naar het oude wapen van de staatshoofdstad Puebla de los Ángeles, verleend door de koning van Spanje. In het schild staat de datum 5 mei 1862; op deze dag versloeg Mexico in de Slag bij Puebla een Frans leger.
Het schild heeft een witte rand waarin het staatsmotto staat: Unidos en el tiempo, en el esfuerzo, en la justicia y en la esperanza ("Verenigd in tijd, inspanning, rechtvaardigheid en hoop"). Het schild wordt gekroond met gestileerde weergaven van vier bergen in de staat: de Piek van Orizaba, de Popocatépetl, de Iztaccíhuatl en de Matlalcueye.
De hierboven besproken elementen worden omringd door twee slangen, waarvan de uiteinden eindigen in maïs. De dieren vertonen sporen van menselijke voeten en dragen elk vier zonnen. De slangen verwijzen naar Quetzalcoatl, de "gevederde slang" en een belangrijke god voor de Azteken. Tussen de koppen van de slangen staat het masker van Tlaloc, de Azteekse watergod. Zijn masker symboliseert regen en in het verlengde daarvan het leven.